# Tooele County
Tooele County je okres ve státě Utah v USA. K roku 2010 zde žilo 58 218 obyvatel. Správním městem okresu je Tooele. Celková rozloha okresu činí 18 874 km².